# マンハウス
マンハウス（英語：MANNHOUSE）は、日本のゲイ向けアダルトビデオメーカー。主にゲイビデオの制作・販売を行っている。現在（2013年時点）あるゲイビデオメーカーではADONIS LANDと並び歴史が古い。

## 概要
美青年・スポーツマンからアダルト系まで、レーベルごとに様々なジャンルのゲイビデオを制作している。10代の極度に女性的な美少年作品は扱っていない。

前身は写真集メーカーとして1983年に設立された｢クリエイターズ」。1980年代半ば頃にゲイビデオ制作に乗り出した。
性描写を抑え、風景やシチュエーションを重視した詩的情緒を醸した作風で知られた。精悍なスポーツマンを起用した耽美的な作品は1980年-1990年代前半頃まで、ストームプランニングやY.B.SPORTSと並びゲイに人気があった。だが「ヌク」ことが主目的のAVであることを忘れ、イメージビデオのような作風にはフラストレーションを抱くゲイも多かった。
1991年にクリエイターズを解散しその後社名をマンハウスに変更。1992年から新レーベル「ATELIER IMAGO」（アトリエイマーゴ）のリリースを始める。同レーベルは美青年・スポーツマンモデル中心でクリエイターズの作風を引き継いでいたが、クリエイターズがオナニー中心だったのに比べ絡みが増えるなど、徐々にハード路線に転換していった。その後タイプ・年齢別に複数のレーベルが設立され現在に至る。
因みにクリエイターズには「月の日」「青年の日」などで知られる人気カメラマン、東風終（こちしゅん,本名：稲嶺啓一）や、同じく日本のメイルヌード・フォトグラファーを代表する若林靖宏がいた。東風は後に独立し、東風写真事務所を設立している。東風はまた、クリエイターズ設立前、ゲイ雑誌「薔薇族」の別冊写真集「青年画報」で、「異常少年」（「青年画報No.7」1981年春）、「男の絵遊び」（「青年画報No.8」1981年夏）などの作品を発表していた。
マンハウスのゲイビデオの購入は全国のゲイショップ等で取り扱っている。またゲイビデオ・DVDの動画配信サイト「RSTV.JP」では、同社の過去の作品の配信を行なっている。モデル等の情報はモデルとの契約上、一切掲示していない。

## レーベル
- Heat Up
- Erotic Scan
- Live Shock
- Mr.Hat

休・廃止レーベル
- ATELIER IMAGO　(2005年11月まで続いたレーベル。美青年中心)
- Mr.Leo (2010年11月を最後に新製品は出していない)
- クリエイターズ（1983年設立。マンハウスの前身。Y.B.SPORTS、ストームプランニングと並ぶ1980～90年代前半のゲイビデオ御三家）

## 主なシリーズ・作品
- Erotic Scan
  - 淫行 STYLISH BODY
  - 淫行ストーカー
  - 野性白書
  - 欲情・爽やか君
  - 淫行ダンディズムIII ～オトナの性衝動～
  - 淫行WILD HANDSOME KAZUMA
- Heat Up  
  - 淫獣 DARKNESS
  - GET THE 快感!
  - GO-GO!フィフティーン
  - 波乗りパイレーツ
  - 風達の囁き FREE AS THE WIND
  - セクシー・ラビリンス ～夢の迷宮～
- ATELIER IMAGO　
  - 風たちの午後
  - 印象派青年
  - 夢回帰線
  - 東京ジゴロ
  - 青春・夢千秒 BLISSFUL MOMENT
  - 青春素描 ～デッサン～ LOVE SKETCHES
  - 風のランナー
  - 微熱遊技
  - 青・年・譜
- Live Shock
  - 狼天使 お・お・か・み・て・ん・し
  - ジパング #1 ZIPANG
  - BOY'S EGG
  - Smart CLASH!! スポーツマン肉弾戦
  - WILD STRIKER
  - HOT DOGS！

## クリエイターズ時代の作品
- 写真集（ビデオとしても出ていたが、全てビデオになっているかは未検証）
  - 「未青年」（1983年4月8日）
  - 「思い出の夏」
  - 「幻の男」
  - 「ANIKI 三人の兄貴」（1983年）
  - 「波止場」（1984年）
  - 「スポーツマン」（1984年）
  - 「青年の憧憬」（1984年）
  - 「ある正午の風景」（1984年）
  - 「蒼い蜜」（1985年）
  - 「OTOHTO 兄貴から弟達へ」（1985年）
  - 「Nの肖像」（1985年）
  - 「樹液の森」（1985年）
  - 「ひみつの果実」（1986年）
  - 「禁じられた放課後」（1986年）
  - 「青年伝説」（1986年）
  - 「花ざかりの森」（1986年）
  - 「熱帯の園」(1987年）
  - 「桃色ハンサム」（1987年）
  - 「月光の彼」（1988年）
  - 「15月の物語」（1988年）
  - 「幻の景色」（1988年）
  - 「迷宮の花園」（1988年）
  - 「青年肖像 日本の男が美しい」（1988年）
  - 「蜜月」（1989年）
  - 「淫光景」（1989年）
  - 「楽園幻想」（1990年）
  - 「日本青年」（1990年）
  - 「ベストガイ・ナンバーワン物語」（1990年）
  - 「スポーツマンヒーロー伝説」（1991年）
  - 「BEST GUY」（1991年）
- ビデオ
  - N物語（1986年）
  - 樹液の森（1986年）
  - 青春グラフティー 風がはこんだ物語（1986年、第3弾）
  - 父の時代（1986年、クリエイターズ第二制作室）
  - ひみつの果実（1986年）
  - 青年伝説（1987年）
  - 青年の憧憬（1987年）
  - 花ざかりの森（1987年、第7弾）
  - 眩暈の時（1988年、第8弾）
  - 熱帯の園（1988年）
  - 月光の彼（1988年）
  - 無果花のような青年達（1989年）
  - 十五月の海物語（1989年）
  - 正午の野獣（1989年）
  - 樹液地帯（1989年）
  - 蜜月（1990年4月20日）
  - 白濁の海（1990年8月15日、第17弾）
  - 世紀末青年（1990年12月15日、第18弾）
  - ベストガイ・ナンバーワン物語（1991年4月25日）
  - 月下の蜜（1991年8月7日、第19弾）
  - 密猟青年（1991年12月10日、第20弾）
  - カリフォルニア・ゴールド
  - アジアンビート